# Boris Nikolajevič Delaunay
Boris Nikolajevič Delaunay, tudi fonetično Delone [deloné], (rusko Бори́с Никола́евич Делоне́), ruski matematik, * 15. marec 1890, Sankt-Peterburg, Ruski imperij (sedaj Rusija), † 17. julij 1980, Moskva,Sovjetska zveza (sedaj Rusija).

## Življenje in delo
Delaunay je živel kar 90 let, kot matematik in alpinist. Ker je svoja dela objavljal v francoščini, je nekoliko priredil tudi svoj priimek (Delaunay). Tako so ga pisali tudi njegovi predniki. Vztrajal je na študiju matematične algebre, čeprav ruska družbena ureditev na začetku oktobrske revolucije ni podpirala abstraktne matematike. Njegovo zanimanje za triangulacijo je nastalo, ko je delal na področju kristalografije. Delal je tudi na področju računalniške geometrije, teorije števil in zgodovine matematike, občasno pa je vse svoje življenje posvetil raziskovanju na področju algebre. Akademik je postal leta 1929, leta 1935 pa je postal profesor matematike na univerzi v Moskvi.
Njegova znana učenca sta Aleksandrov in Šafarevič, v tistem času ena vodilnih matematikov v tedanji Sovjetski zvezi.